# المصينعة (الريدة)

'

تعديل مصدري - تعديل

المصينعة هي إحدى قرى عزلة الريدة وقصيعر بمديرية الريدة وقصيعر التابعة لمحافظة حضرموت، بلغ تعداد سكانها 1130 نسمة حسب تعداد اليمن لعام 2004.